# Alcibíades Arosemena
Alcibíades Arosemena (Los Santos, 20 de noviembre de 1883-8 de abril de 1958) fue Presidente de Panamá desde el 9 de mayo de 1951 hasta el 1 de octubre de 1952.
Anteriormente fue Tesorero Municipal del distrito de Panamá, Ministro de Hacienda y Tesoro y Embajador de Panamá en Francia y España. 
En 1948 fue elegido primer vicepresidente de la república, y posteriormente tomó posesión como Presidente de la República, luego del derrocamiento de Arnulfo Arias Madrid. Su breve período estuvo enmarcado en una crisis política y económica en todo el país.